# Con Safos
Con Safos es el segundo y último álbum de estudio de la banda estadounidense Ruben and the Jets. Fue publicado en diciembre de 1973 a través de Mercury Records.

## Grabación y producción
Producido por Denny Randell, Con Safos se grabó en Sunwest Recording Studios, en Hollywood, California. Wally Duguid, Stuart Evans, Gary Brandt y Howard Weiss se desempeñaron como ingenieros de audio. Las mezclas del álbum se llevaron a cabo en Paramount Recording Studios, en Hollywood, California, por Kerry McNabb, mientras que Bob MacLeod se encargó de la masterización del álbum en Artisan Sound Recorders, en el sur de California. 

## Título y embalaje
El título del álbum es una etiqueta de graffiti utilizada por grafiteros mexicano-estadounidenses para disuadir a otros grafiteros de pintar sobre o alterar sus graffitis, a veces pintados como “c/s”. “Cualquier cosa que le hagas a este muro, te lo haremos a ti”, explicó Chaz Bojorquez, “así que no toques este muro. Esto es nuestro”.
La portada del álbum mostraba a la banda en la esquina de Soto Street en Boyle Heights (donde Rubén Guevara Jr. ha vivido durante décadas), con graffitis chicanos cubriendo la pared de la licorería detrás de ellos.

## Recepción de la crítica
Un escritor no especificado de la revista Billboard escribió: “Una banda de revival de los años 1950 con temas como el instrumental «Honky Tonk» y melodías y sonidos de esa época. Hay que tener buenos recuerdos de esa época para escuchar esta música, pero parece que hay suficientes personas por ahí buscando tiempos pasados”. Un escritor no especificado de la revista Record World indicó que la banda “toca música que captura los mejores sonidos, sentimientos, grasa y humor de los años 1950”.

## Lista de canciones
Lado uno
1. «Cruisin' Down Broadway» – 3:20
2. «To Be Loved» – 3:07
3. «Stronger» (preview) – 0:32
4. «Speedoo» – 3:31
5. «Honky Tonk» – 3:45
6. «Low Ridin' Cruiser» – 3:27

Lado dos
1. «Stronger» – 3:35
2. «Earth to Buffalo» – 1:09
3. «I Wanna Know» – 3:08
4. «Honky Tonk» (replay) – 0:49
5. «Dust My Broom» – 2:47
6. «A Thousand Miles Away/You Send Me» – 3:01
7. «Durango» – 4:16

## Créditos y personal
Créditos adaptados desde las notas de álbum de Con Safos.
Ruben and the Jets
- Ruben Guevara Jr. – voz principal, teclados
- Tony Duran – guitarra líder, coros, teclados
- Robert “Frog” Camarena – guitarra rítmica, coros
- John Martinez – teclados, coros
- Robert “Buffalo Bob” Roberts – saxofón tenor
- Bill Wild – bajo eléctrico, coros, tarareo
- Bob Zamora – batería

Personal técnico
- Denny Randell – productor
- Wally Duguid – ingeniero de audio
- Stuart Evans – ingeniero de audio
- Gary Brandt – ingeniero de audio
- Howard Weiss – ingeniero de audio
- Kerry McNabb – mezclas
- Bob MacLeod – masterización

Diseño
- Cal Schenkel – diseño de portada
- Marion Emerson – asistente de diseño
- Ed Caraeff – fotografía
- Leo Limon – cholo